# Milan Pacanda
Milan Pacanda (* 28. února 1978 Teplice) je český fotbalový útočník, který v současnosti hraje III. třídu sk. A okresu Znojmo za SK Chvalovice.
Je odchovancem brněnského fotbalu. Za Zbrojovku Brno v lize odehrál celkem 188 utkání a vstřelil 53 branek. Velký talent a miláček brněnského publika měl našlápnuto k velké kariéře. V roce 1999 o něj měla zájem Boloňa, ale v dubnu 1999 utrpěl vážné zranění po faulu v zápase se Žižkovem a z přestupu nic nebylo. Na ligový trávník se Pacanda vrátil až v srpnu 2000 v zápase se Spartou. Postupně se vrátil do své bývalé formy. Celkem čtyřikrát byl nejlepším střelcem Brna v 1. lize (1998/99, 2000/01, 2001/02, 2003/04).
V červenci 2004 přestoupil do Sparty. Na podzim se mu zde dařilo, ale po zimním příchodu trenéra Hřebíka byl většinou na lavičce a jen střídal. Proto také v létě 2005 odešel na hostování do rakouského Innsbrucku.
Po roce se vrátil, ale ve Spartě o něho neměli zájem, a tak odešel na hostování do svého bývalého klubu 1. FC Brno. V létě 2007 se do Brna vrátil natrvalo, o půl roku později však odešel na hostování do Zlína. Na podzim 2008 hostoval v kazašském Šachťoru Karaganda, kde v sedmi zápasech zaznamenal tři branky. V únoru 2009 přestoupil do Znojma. Na podzim se hned v prvním zápase zranil. Po zranění a následné rehabilitaci měl nastoupit do zimní přípravy znojemských fotbalistů, avšak se nedostavil, proto s ním byla ukončena spolupráce.[zdroj?] V sezóně 2010/2011 navlékal kapitánskou pásku v týmu nováčka druhé slovenské ligy, který nakonec skončil na sedmém místě.
Jarní sezonu 2012 odehrál ve Slovanu Rosice. Podzimní sezonu 2012 hrál v Čáslavicích a na jaře 2013 působil v SK Uhřice na Hodonínsku. Poté působil v TJ Vícemilice a v létě 2017 přestoupil do SK Blučina. Za Blučinu vstřelil v sezoně 2017/18 celkem 32 branek. Na podzim 2019 Blučinu opustil a vrátil se do klubu TJ Vícemilice, kde hraje nejnižší soutěž okresu Vyškov. Během šesti podzimních zápasů nastřílel 17 branek. V létě 2020 se opět vrátil do SK Blučina. Z důvodu přerušení soutěže kvůli Covid -19 už do jarní sezóny nenastoupil a nyní je vedený v klubu SK Chvalovice.
V roce 2023 v den svých 45. narozenin vydal biografickou knihu Jackyll a Hyde, která dává čtenářům nahlédnout, jak tragický dopad měl likvidační faul Jana Zakopala v roce 1999 na pražském Žižkově, který vedl k ukončení kariéry obrovského talentu, pro kterého byl do té doby fotbal vším.